# 賭聖3之無名小子
《賭聖3之無名小子》是2000年首映的香港電影。張敏导演，王晶编剧、監製兼領銜主演；張家輝、舒淇及陳法蓉領銜主演；許紹雄、黎駿、彭立威、龍方及李兆基主演；楊嘉雯特別介紹；阮兆祥特別客串。
與《賭聖》系列首兩部不同，本片是非喜劇類電影，着重虐心的悲劇電影，但仍有小量喜劇成分。

## 劇情
無名（張家輝 飾）從小就無父無母，甚至連名字也沒有，幸虧得到舅舅羅四海（王晶飾）收留，兩人相依為命。為了生活無名練得一身精湛賭術，常與羅四海與兩個小弟阿駿（黎駿 飾）和賤男（彭立威 飾）到深圳設局騙錢。一次四人在深圳的迪斯可玩樂時，得罪了深圳一霸猛哥（龍方 飾），無名在猛哥面前施展賭技，猛哥佩服無名的身手，遂放四人返港。
無名回到香港後，一天無意在街頭邂逅香港唯一的盲人女模特苦兒（舒淇 飾），無名被苦兒的美貌傾倒，展開苦苦的追求。阿駿答應幫無名追到苦兒，條件是讓無名收他為徒，傳授賭術。
羅四海擁有一間酒吧，無名在酒吧裏開盤口賭球，適逢苦兒之父阿雞（許紹雄 飾）偷了苦兒辛苦攢下準備治療眼睛的錢前來賭博，苦兒追蹤而至，無名幫苦兒教訓了阿雞，苦兒對無名芳心暗許。此時猛哥從深圳來港，要求無名幫他賭錢，並以武力威脅，無名無奈只能成為猛哥的贏錢工具。
苦兒成為無名的女友，無名也把自己的賭術傳授給了阿駿，苦兒要去美國治眼，無名答應她等到她從美國回來後就洗手歸隱。誰知阿雞死性不改，又偷了苦兒的錢去深圳賭博，而對手正好是猛哥和無名，無名有意讓阿雞贏錢，引起猛哥不滿，派出阿駿換下無名，此時阿駿已得到無名真傳，立即把阿雞的錢贏光，並逼的阿雞跳樓身亡。無名上前阻止被猛哥的打手圍毆，更被阿駿猛擊頭部，原來阿駿處心積慮要坐無名的位子。無名從昏迷中醒來，由於腦部神經被淤血壓住，兩眼暫時失明。此時羅四海已經賣掉自己的家產送苦兒去美國治療。而阿駿替代了無名的位置成為猛哥的愛將，更收購了羅四海的酒吧，要把無、羅兩人逼上絕路，兩人此時已經一無所有，連羅四海相戀多年的女友阿Mee（陳法蓉 飾）也離他而去，兩人已經山窮水盡。
六個月後，苦兒從美國歸來，眼睛已經治癒，她發現無名的不幸遭遇，於是不斷鼓勵他重拾信心，無名在苦兒的激勵下決定重出江湖，可瞎了的無名是否還是阿駿的對手？而勢單力薄的無名又怎能鬥得過財大勢大的猛哥？無名能否贏得他這一生最大的賭局。

## 演员
| 演员   | 角色   | 备注 |
| 張家輝 | 無名   |      |
| 舒淇   | 苦兒   |      |
| 王晶   | 羅四海 |      |
| 陳法蓉 | Mee    |      |
| 黎駿   | 阿駿   |      |
| 龍方   | 猛哥   |      |
| 彭立威 | 賤男   |      |
| 許紹雄 | 阿雞   |      |
| 李道瑜 | 陳耀   | 客串 |
| 阮兆祥 | 祥仔   | 客串 |
| 林尚義 | 牧師   |      |
| 李兆基 | 高飛   |      |
| 魯芬   | 賭客   | 客串 |
| 林雪   | 賭客   |      |

## 外部連結
- 開眼電影網上《賭聖3之無名小子》的資料（繁體中文）
- 香港影庫上《賭聖3之無名小子》的資料（繁體中文）
- 时光网上《賭聖3之無名小子》的資料（简体中文）
- 豆瓣电影上《賭聖3之無名小子》的資料 （简体中文）
- 互联网电影数据库（IMDb）上《賭聖3之無名小子》的资料（英文）